# Marché automobile marocain
Le Maroc est l'un des principaux marchés de l'automobile en Afrique avec  168000 unités vendues par année.

## Statistiques de ventes

### 2017
En 2017, les ventes de véhicules neufs se sont établies à 168 593 unités, en progression de +3,4% par rapport à 2016.
| Marques       | Ventes | Variation vs. 2015 | Part de marché |
| ------------- | ------ | ------------------ | -------------- |
| 1. Dacia      | 45 599 | 7,9%               | 29,4%          |
| 2. Renault    | 21 726 | 26,9%              | 14,0%          |
| 3. Ford       | 12 206 | 17,1%              | 7,7%           |
| 4. Volkswagen | 11 856 | 12,8%              | 7,6%           |
| 5. Peugeot    | 10 158 | 4,4%               | 6,5%           |
| 6. Hyundai    | 9 965  | 5,9%               | 6,4%           |
| 7. Nissan     | 6 817  | 4,4%               | 4,4%           |
| 8. Fiat       | 6 382  | 26,1%              | 4,1%           |
| 9. Citroën    | 6 107  | 5,3%               | 3,9%           |
| 10. Toyota    | 3 699  | 8,0%               | 2,4%           |

### 2016
En 2016, les ventes de véhicules neufs se sont établies à 163 110 unités, en progression de +13,1% par rapport à 2015,.
| Marques        | Ventes | Variation vs. 2015 | Part de marché |
| -------------- | ------ | ------------------ | -------------- |
| 1. Dacia       | 42 279 | 13,1%              | 25,9%          |
| 2. Renault     | 17 121 | 31,7%              | 10,5%          |
| 3. Ford        | 14 502 | 23,7%              | 8,9%           |
| 4. Peugeot     | 10 625 |                    | 6,5%           |
| 5. Volkswagen  | 10 528 |                    | 6,5%           |
| 6. Hyundai     | 9 412  |                    | 5,8%           |
| 7. Fiat        | 8 636  |                    | 5,3%           |
| 8. Nissan      | 6 528  |                    | 4,0%           |
| 9. Citroën     | 6 449  |                    | 4,0%           |
| 10. Toyota     | 4 023  |                    | 2,5%           |
| 11. Kia        | 2 918  |                    | 1,8%           |
| 12. BMW        | 2 820  |                    | 1,7%           |
| 13. Mercedes   | 2 726  |                    | 1,7%           |
| 14. Skoda      | 2 079  |                    | 1,3%           |
| 15. Audi       | 2 065  |                    | 1,3%           |
| 16. Seat       | 1 820  |                    | 1,1%           |
| 17. Land Rover | 1 807  |                    | 1,1%           |
| 18. Jeep       | 1 628  |                    | 1,0%           |
| 19. Opel       | 1 118  |                    | 0,7%           |
| 20. Volvo      | 735    |                    | 0,5%           |

### 2015
En 2015, les ventes de véhicules neufs se sont établies à 131 935 unités, en progression de +8,07% par rapport à 2014.
| Marques    | Ventes | Variation vs. 2014 | Part de marché |
| ---------- | ------ | ------------------ | -------------- |
| 1. Dacia   | 37 392 | 10,84%             | 28,34%         |
| 2. Renault | 13 002 | 13,31%             | 9,85%          |
| 3. Ford    | 11 726 | 4,75%              | 8,89%          |

### 2014
Les ventes de véhicules neufs en 2014 se sont établies à 122 081 unités vendues, en hausse de +1,09% en données brutes par rapport à 2013.
| Marques       | Ventes | Variation vs. 2013 | Part de marché |
| ------------- | ------ | ------------------ | -------------- |
| 1. Dacia      | 33 734 | 11,01%             | 27,63%         |
| 2. Renault    | 11 475 | 31,08%             | 9,40%          |
| 3. Ford       | 11 194 | 17,4 %             | 9,17%          |
| 4. Hyundai    | 9 056  | 4,66%              | 7,42%          |
| 5. Fiat       | 9 025  | 29,35%             | 7,39%          |
| 6. Peugeot    | 8 901  | 8,15%              | 7,29%          |
| 7. Volkswagen | 6 557  | 8,20%              | 5,37%          |
| 8. Citroën    | 5 382  | 7,21%              | 4,41%          |
| 9. Toyota     | 5 138  | 34,08%             | 4,21%          |
| 10. Nissan    | 2 666  | 20,06%             | 2,18%          |

## Principales usines
- Usine Renault-Nissan Tanger, Melloussa
- Usine SOMACA, Casablanca